# Harajuku

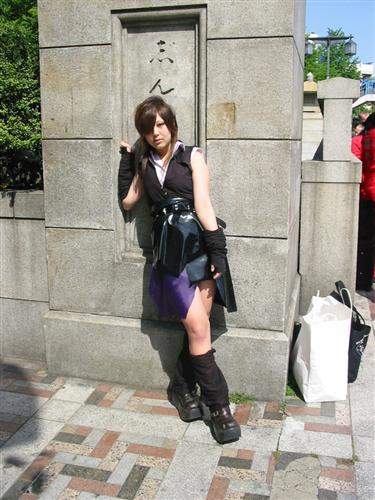
Jove seguidora del Visual kei en el Pont Jingu de Harajuku.

Harajuku (原宿 "allotjament de la prada") és un barri del districte de Shibuya, Tòquio, al Japó. La zona es troba al voltant de l'estació Harajuku, la qual està situada sobre la línia Yamanote.
És coneguda per ser un dels llocs de compres més populars de la ciutat, alhora que serveix com a punt de trobada per als joves, que cada diumenge es reuneixen i exhibeixen estils de moda únics i d'avantguarda. També és possible apreciar mercats ambulants així com grups musicals i solistes en viu.

## Ubicació

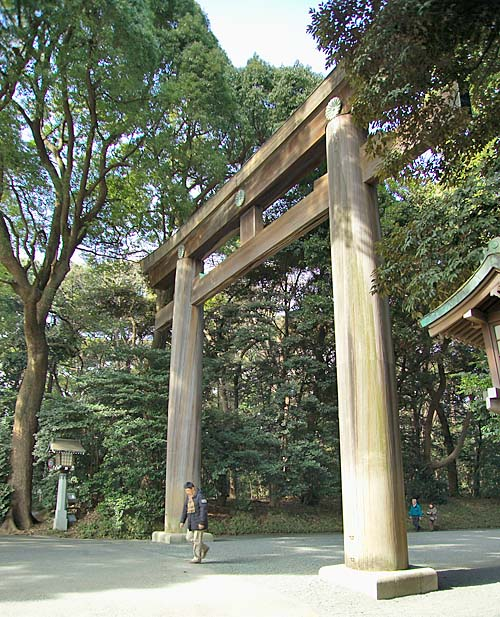
Entrada al Temple Meiji.

Harajuku és una àrea de Shibuya que limita amb Shinjuku i compta amb llocs tant turístics com a comercials:
- Santuari Meiji: Construït en 1920 en honor de l'Emperador Meiji i la seva esposa.
- NHK Hall: Seu principal del canal NHK.[3]
- Omotesandō: Coneguda també com 'Els Camps Elisis de Tòquio', és una zona de restaurants, tendes de roba i boutiques de la talla de Louis Vuitton, Gucci, Gap, The Bodi Shop i Zara; tot sobre una àrea d'edificis amb acabats arquitectònics ultramoderns com el Omotesando Hills.[4][5]
- Takeshita-dōri: Allí se situen petites tendes que ofereixen abillaments Gothic Lolita, visual kei, rockabilly, hip-hop i punk, així com posats de menjars ràpids.[6]
- "Ura-hara": És un centre de la moda per als joves, situat entre els carrerons de Harajuku. Allí es troben tendes com A Bathing Ape i Undercover.[7]
- Pont Jingu: És el pont que connecta a Harajuku amb el Parc Yoyogi i el Temple Meiji. Sol ser el punt de trobada principal per als joves que assisteixen allí.
- Parc Yoyogi: Lloc d'entrenament de l'Exèrcit Imperial Japonès, del primer vol al Japó (1910) i vila atlètica dels Jocs Olímpics de Tòquio 1964. Allí també es realitzen cada diumenge presentacions musicals i altres esdeveniments culturals.

## Influència Cultural

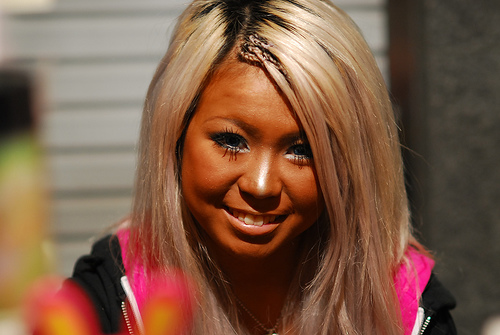
Noia Ganguro.

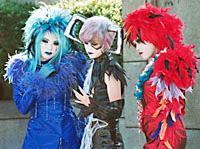
Cosplayers de l'agrupació Malice Mizer en Harajuku.

### Moda
Entre cadenes, embenatges, maquillatges extravagants, vestits foscos —i fins i tot tradicionals com els quimonos—, els àvids seguidors de la moda de Harajuku assisteixen tots els diumenges per ensenyar estils poc usuals i segons les seves pròpies inclinacions; entre les tendències que allí es poden trobar es destaquen:
- Lolita (moda): Noies vestides amb robes a l'estil victorià. Existeixen diverses subdivisions.
- Kodona: Nois vestits amb robes a l'estil victorià.
- Visual Kei: Estil andrògin i cridaner. Basat en el Glam Rock, Post-punk i el teatre Kabuki. Un dels estils més antics.
- Decora: Estil tendre, encara que l'ús recarregat d'accessoris és el seu principal característica (calcomanies, clips, ganxos per a pèl) i el color rosa predomina en els abillaments.
- Ganguro: Un estil que busca imitar a les 'noies californianes' —cabell oxigenat, pell molt bronzejada, ungles i pestanyes postisses.
- Rockabilly: Es vesteixen a l'estil dels rock dels anys 50 com Elvis Presley i es congreguen al Parc Yoyogi per ballar al so de música rockabilly generalment en japonès.[8]
- Cosplay: Es disfressen dels seus ídols de música, manga, anime o personatges d'Occident.
- hip-hop: Si bé no són el grup predominant, existeixen a la zona botigues especialitzades en el tema amb els seus respectius seguidors. Fins i tot solen fer demostracions de ball hip-hop fusionat amb altres estils com el rap.